# Cyclocephala knobelae
Cyclocephala knobelae är en skalbaggsart som beskrevs av Brown 1934. Cyclocephala knobelae ingår i släktet Cyclocephala och familjen Dynastidae. Inga underarter finns listade i Catalogue of Life.